# Orgilus tristis
Orgilus tristis är en stekelart som beskrevs av Taeger 1989. Orgilus tristis ingår i släktet Orgilus och familjen bracksteklar. Inga underarter finns listade i Catalogue of Life.